# أبو العباس بن الفرات
أبو العباس بن جعفر بن الفرات هو ابن الوزير الإخشيدي القوي جعفر بن الفرات. وقد عينه الخليفة الفاطمي الحاكم (حكم 996-1021) في عام 1014/1015 وزيرًا، ولكن أُعدم بعد بضعة أيام.